# Sophie Honey
Sophie Honey, britanska diplomatka, * 18. november 1972. 
Je nekdanja veleposlanica Združenega kraljestva Velike Britanije in Severne Irske v Republiki Sloveniji. Trenutno deluje v kabinetu predsednika vlade Združenega kraljestva.
Njen partner je Peter Savizon.